# Pattinaggio di figura ai X Giochi olimpici invernali - Pattinaggio di figura maschile
La competizione del pattinaggio di figura maschile dei X Giochi olimpici invernali si è svolta nei giorni 14 e 16 febbraio 1968 al Palais des Sports, Grenoble.

## Programma
| Data        | Evento              |
| ----------- | ------------------- |
| 14 febbraio | Figure obbligatorie |
| 16 febbraio | Figure Libere       |

## Risultati
| Pos.    | Atleta               | Nazione          | Obbligatori | Obbligatori | Liberi   | Liberi | Totale   | Totale |
| Pos.    | Atleta               | Nazione          | Ordinali    | Punti       | Ordinali | Punti  | Ordinali | Punti  |
| ------- | -------------------- | ---------------- | ----------- | ----------- | -------- | ------ | -------- | ------ |
| Oro     | Wolfgang Schwarz     | Austria          | 16,5        | 1006,6      | 26,0     | 897,5  | 13,0     | 1904,1 |
| Argento | Timothy Wood         | Stati Uniti      | 21,0        | 992,4       | 25,0     | 899,2  | 17,0     | 1891,6 |
| Bronzo  | Patrick Péra         | Francia          | 22,5        | 990,5       | 62,0     | 874,0  | 31,0     | 1864,5 |
| 4       | Emmerich Danzer      | Austria          | 31,5        | 974,6       | 23,0     | 898,4  | 29,0     | 1873,0 |
| 5       | Gary Visconti        | Stati Uniti      | 65,0        | 922,1       | 38,5     | 888,1  | 52,0     | 1810,2 |
| 6       | John Misha Petkevich | Stati Uniti      | 73,0        | 911,2       | 35,0     | 895,0  | 56,0     | 1806,2 |
| 7       | Jay Humphry          | Canada           | 73,0        | 914,8       | 54,5     | 880,2  | 63,0     | 1795,0 |
| 8       | Ondrej Nepela        | Cecoslovacchia   | 65,0        | 924,4       | 93,5     | 848,4  | 70,0     | 1772,8 |
| 9       | Sergei Chetverukhin  | Unione Sovietica | 98,5        | 889,4       | 92,0     | 847,6  | 93,0     | 1737,0 |
| 10      | Marian Filc          | Cecoslovacchia   | 108,5       | 879,6       | 84,5     | 854,6  | 97,0     | 1734,2 |
| 11      | Günter Zöller        | Germania Est     | 82,0        | 906,1       | 133,5    | 821,8  | 100,0    | 1727,9 |
| 12      | Peter Krick          | Germania Ovest   | 68,0        | 920,3       | 152,0    | 802,9  | 104,0    | 1723,2 |
| 13      | Philippe Pelissier   | Francia          | 126,5       | 861,9       | 98,0     | 844,1  | 114,0    | 1706,0 |
| 14      | Giordano Abbondati   | Italia           | 100,0       | 887,1       | 159,5    | 803,8  | 117,0    | 1690,9 |
| 15      | Michael Williams     | Gran Bretagna    | 146,5       | 837,8       | 142,0    | 813,1  | 147,0    | 1650,9 |
| 16      | David McGillivray    | Canada           | 181,0       | 808,4       | 87,0     | 855,3  | 139,0    | 1663,7 |
| 17      | Haig Oundjian        | Gran Bretagna    | 184,5       | 805,7       | 116,0    | 833,8  | 154,0    | 1639,5 |
| 18      | Sergei Volkov        | Unione Sovietica | 163,5       | 824,0       | 150,0    | 808,0  | 158,0    | 1632,0 |
| 19      | Jenő Ébert           | Ungheria         | 150,0       | 831,2       | 202,5    | 764,2  | 180,0    | 1595,4 |
| 20      | Jacques Mrozek       | Francia          | 167,0       | 817,9       | 186,5    | 783,1  | 179,0    | 1601,0 |
| 21      | Tsuguhiko Kozuka     | Giappone         | 202,5       | 788,8       | 171,0    | 795,2  | 189,0    | 1584,0 |
| 22      | Steve Hutchinson     | Canada           | 182,5       | 807,2       | 191,0    | 771,1  | 193,0    | 1578,3 |
| 23      | Günter Anderl        | Austria          | 183,0       | 799,3       | 192,0    | 775,4  | 193,0    | 1574,7 |
| 24      | Jürgen Eberwein      | Germania Ovest   | 220,0       | 756,7       | 190,5    | 773,6  | 219,0    | 1530,3 |
| 25      | Yutaka Higuchi       | Giappone         | 193,5       | 799,9       | 231,0    | 729,7  | 218,0    | 1529,6 |
| 26      | Jan Hoffmann         | Germania Est     | 240,0       | 707,9       | 227,5    | 729,9  | 238,0    | 1437,8 |
| 27      | Thomas Callerud      | Svezia           | 242,0       | 695,3       | 240,0    | 704,0  | 241,0    | 1399,3 |
| 28      | Lee Kwang-Young      | Corea del Sud    | 247,0       | 675,2       | 250,0    | 685,1  | 250,0    | 1360,3 |